# Misogada brioca
Misogada brioca är en fjärilsart som beskrevs av William Schaus 1928. Misogada brioca ingår i släktet Misogada och familjen tandspinnare. Inga underarter finns listade i Catalogue of Life.